# União Ásio-Pacífico de Rádiodifusão
A União Ásio-Pacífico de Rádiodifusão (em inglês, Asia-Pacific Broadcasting Union; também conhecida por sua sigla inglesa ABU), é uma associação sem fins lucrativos, fundada em 1964, que reúne veículos de radiodifusão da Ásia e da Oceania. Atualmente, tem mais de 280 membros em 57 países e regiões, alcançando um público potencial de cerca de 3 bilhões de pessoas. O papel da ABU é ajudar no desenvolvimento da radiodifusão na região da Ásia-Pacífico e promover os interesses coletivos de seus membros. A ABU cobre uma área que se estende desde a Turquia no oeste até Samoa no leste, e desde a Mongólia no norte até a Nova Zelândia no sul. Sua sede está localizada em Kuala Lumpur, na Malásia.
Uma das atividades da ABU é a Ásiavisão, que consiste em um intercâmbio diário de notícias via satélite entre estações de televisão em 20 países da Ásia. A ABU também negocia os direitos de cobertura de grandes eventos esportivos para seus associados coletivamente, e realiza uma ampla gama de atividades nas áreas programáticas e técnicas. A ABU também promove um fórum para a promoção dos interesses coletivos de emissoras de rádio e televisão e incentiva a cooperação regional e internacional entre emissoras.
Os membros plenos da ABU devem ser emissoras nacionais de sinal aberto na região da Ásia-Pacífico, mas há uma categoria de membro associado que está aberta a emissoras provinciais, emissoras por assinatura e emissoras nacionais em outras partes do mundo, e uma categoria de membro afiliado que é aberta a organizações conectadas à radiodifusão.
Devido à sua abordagem, é comparada à União Europeia de Radiodifusão, sua contraparte europeia.

## Membros
Actualmente, a ABU conta com mais de 280 membros de 57 países e regiões, que se podem subdividir em: membros plenos, membros associados ou membros afiliados.
O membros plenos devem ser organizações de radiodifusão que operam em sinal aberto e devem estar localizadas na região da Ásia-Pacífico, com dois membros por país. Os radiodifusores têm a opção de alternar entre a adesão plena e plena adicional. A categoria de membro associado está aberta a emissoras internacionais que estão fora da região da ABU e associações nacionais de radiodifusão. Existe ainda a categoria de membro afiliado, que está aberta a organizações vinculadas à rádiodifusão que desejem ter uma associação com a ABU.